# Hamilton, Ontario
Hamilton este un oraș mare care are ca. o jumătate de milion de locuitori. El ocupă o suprafață de 19.011 km², fiind situat la sud-vest de Toronto la capătul vestic al lacului Ontario. Hamilton se află amplasat în provincia Ontario, Canada. Împreună cu orașele vecine Burlington, Ontario și Grimsby avea în 2006 ca. 693.000 loc. În oraș există o comunitate mică germană, cu o biserică, un club și un restaurant elvețian. Aceștia au sosit în mare parte între anii 1946 - 1954.

## Economie și cultură
Hamilton este deja pe la mijlocul secolului XIX un oraș industrial, fiind poreclit „Ambitious City“, „Steel City“ (Orașul de oțel), „The Hammer“, „Lunchbucket City“ sau „Scumilton“. În oraș există două oțelării mari, Stelco și Dofasco. Militații pentru protecția mediului luptă pentru îmbunătățirea aerului din oraș. Hamilton are un aeroport propriu, o universitate (McMaster University) și deține podgorii numeroase. Hamilton este orașul natal al fraților Appleton, a actorului Currie Graham. O altă personalitate care s-a stabilit în oraș este campionul olimpic la atletism, Bobby Kerr.

### Rotonda scriitorilor români din exil
În Hamiton există „Rotonda scriitorilor români din exil”, cu busturile lui Aron Cotruș, George Donev, Vasile Posteucă, Mircea Eliade și Vintilă Horia, realizate de sculptorul român naturalizat canadian Nicăpetre.

## Personalități născute aici
- Jean Adair (1873 - 1953), actriță;
- Martin Short (n. 1950), actor, producător, scenarist.